# Chandler Stephenson
Chandler Stephenson (Saskatoon, Saskatchewan, 22 de abril de 1994), apodado Steve o Stevie, es un jugador profesional canadiense de hockey sobre hielo que se desempeña en la posición de centro en Vegas Golden Knights, equipo de la National Hockey League (NHL).

## Carrera
Fue seleccionado en la tercera ronda en la NHL Entry Draft de 2012. En 2015 hizo su debut profesional con el equipo Washington Capitals, en el cual jugó cinco temporadas (2015-2019), después pasó a Vegas Golden Knights, donde lleva jugando cinco temporadas.